# Vânători (gmina)
Vânători – gmina w Rumunii, w okręgu Mehedinți. Obejmuje miejscowości Roșiori i Vânători. W 2011 roku liczyła 1964 mieszkańców.